# Morane-Saulnier MS.450
 (février 2016).
Si vous disposez d'ouvrages ou d'articles de référence ou si vous connaissez des sites web de qualité traitant du thème abordé ici, merci de compléter l'article en donnant les références utiles à sa vérifiabilité et en les liant à la section « Notes et références ».
Le Morane-Saulnier MS.450 est un avion de chasse français conçut juste avant la Seconde Guerre mondiale. En compétition avec le Dewoitine D.520 pour équiper l'armée de l'air française, ce dernier lui fut préféré.

## Description
Avec de nouvelles exigences tactiques et techniques en 1937, éditées par le ministère français de l'air, Morane-Saulnier conçoit un nouvel appareil dérivé du MS.406 et construit trois prototypes du MS.450. Le premier vol a lieu le 14 avril 1939. Il diffère peu du MS.406, à l'exception de formes plus simples, et d'un moteur plus puissant Hispano-Suiza 12Y-51. L'armement se compose d'un canon de 20 mm Hispano-Suiza HS-404 tirant à travers le moyeu de l'hélice et quatre mitrailleuses de 7,5 mm.
Le Dewoitine D.520 ayant été préféré par l'armée de l'air française, une douzaine d'exemplaires seront commandés par l'armée suisse qui l'utilisa pendant la Seconde Guerre mondiale.